# Tanabata
Tanabata (たなばた Tanabata 七夕?  que significa "Noche del Séptimo"), también conocida como la Festividad de las estrellas (星祭り Hoshimatsuri?) es una festividad japonesa derivada de la tradición china Qi xi (七夕 "La noche de los sietes").

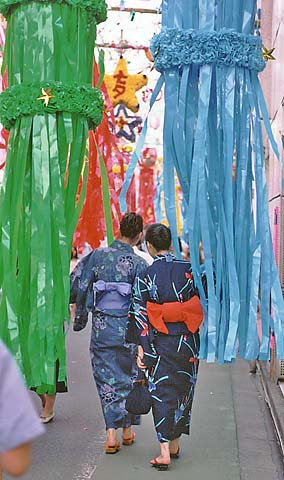
Gente vistiendo yukatas en Tanabata.

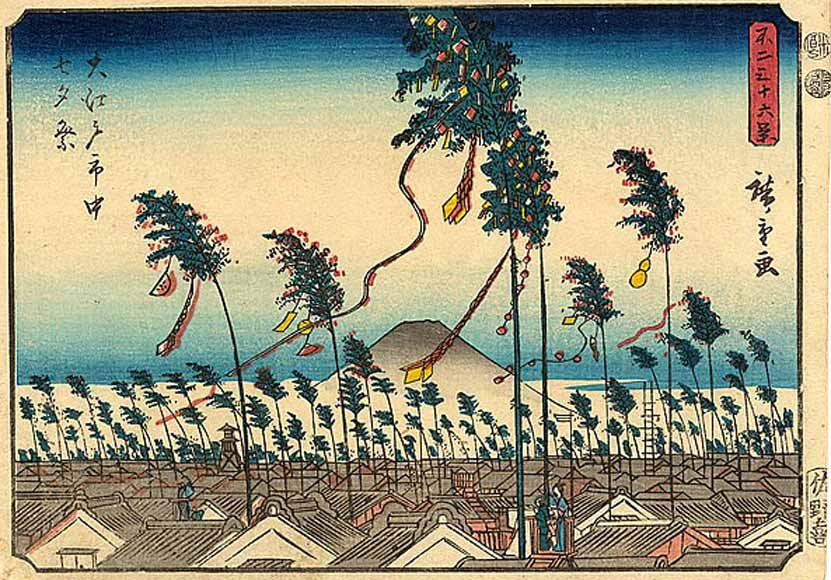
Festividades de Tanabata en Edo, 1852, Hiroshige.

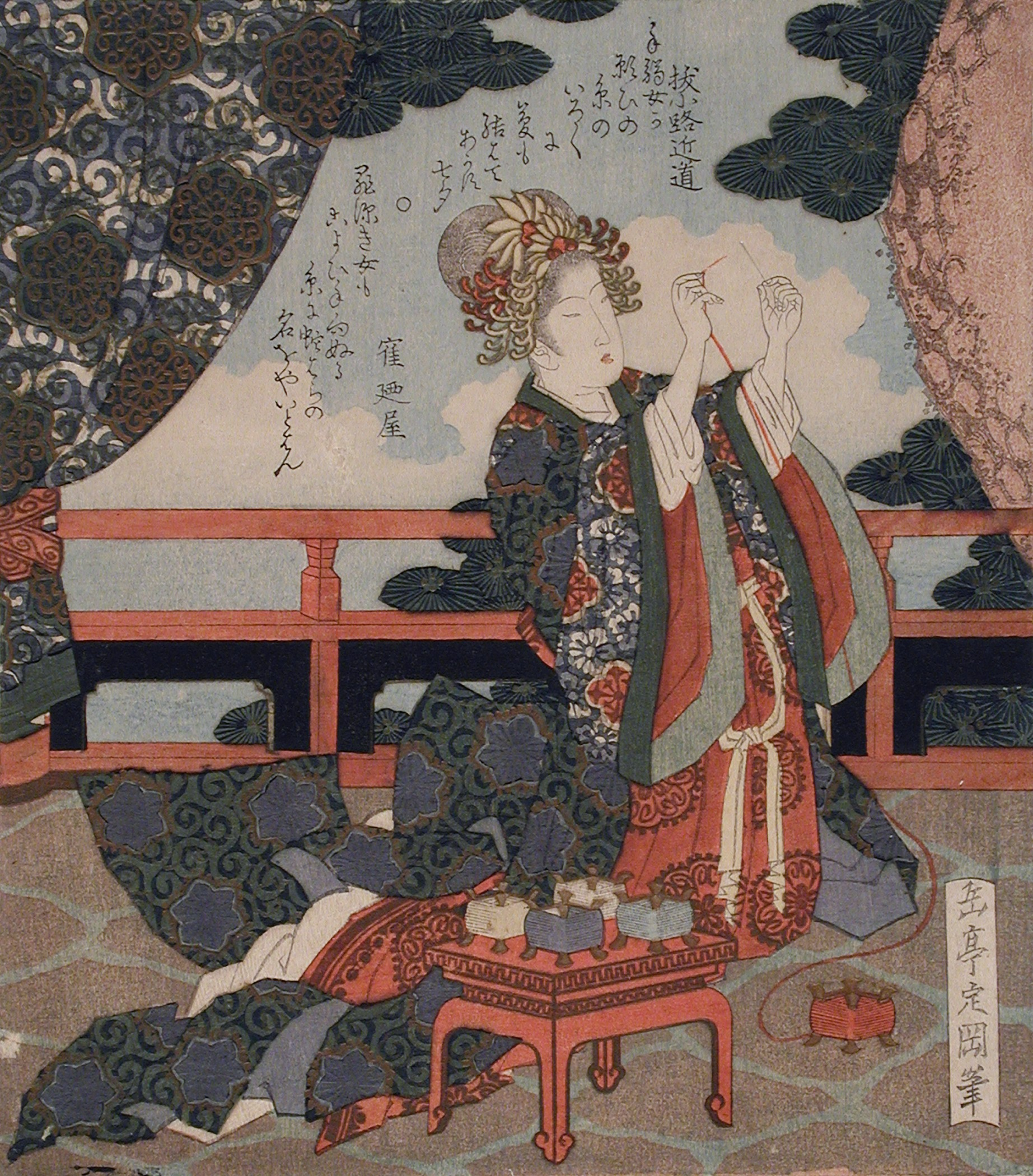
Yashima Gakutei

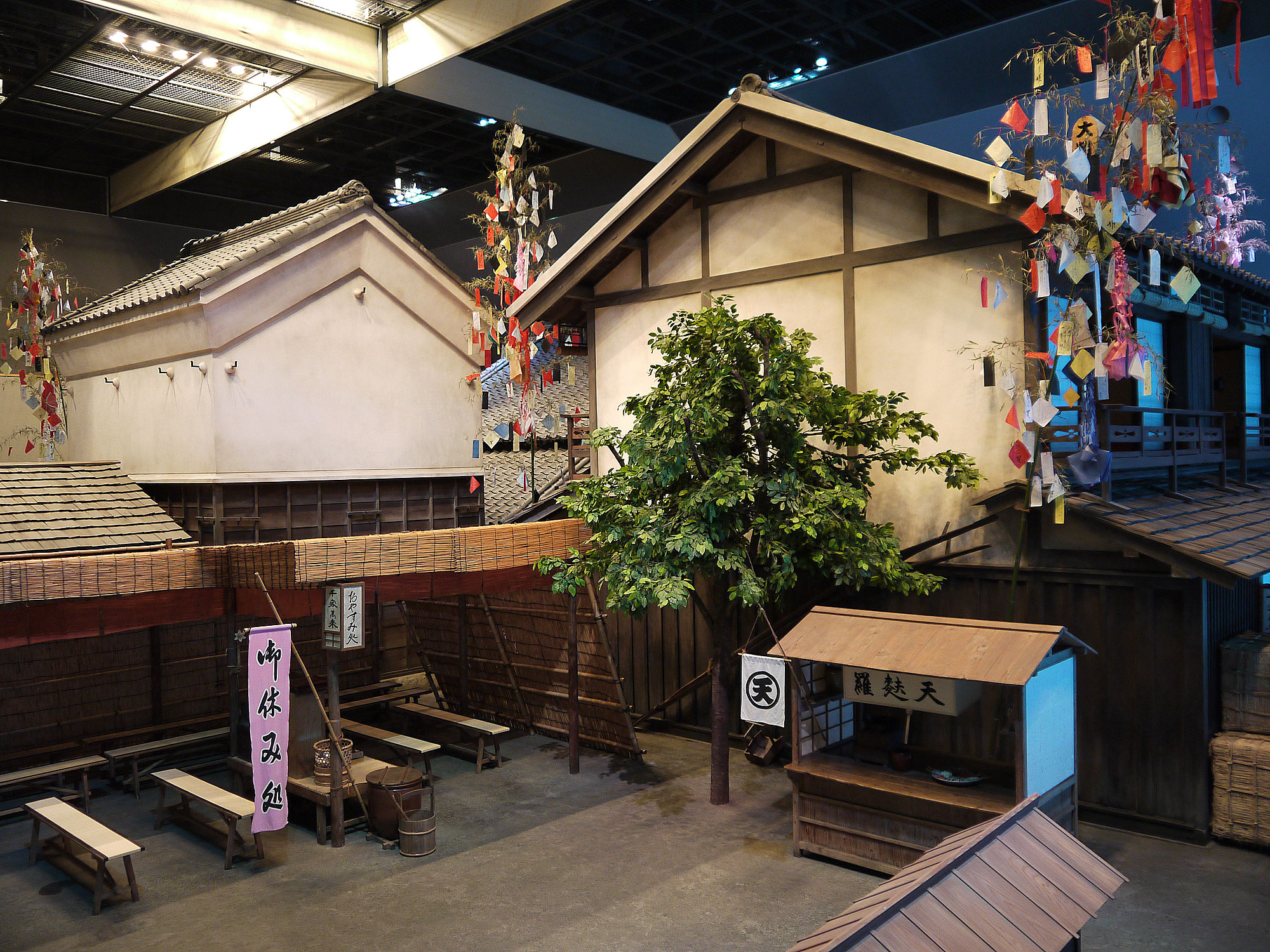
Despliegue de Edo Tanabata [http://www.kcf.or.jp/fukagawa/ (Fukagawa Edo Museum)

La fiesta celebra el encuentro entre Orihime (Vega) y Hikoboshi (Altair). La Vía Láctea, un río hecho de estrellas que cruza el cielo, separa a estos amantes, y sólo se les permite verse una vez al año, el séptimo día del séptimo mes lunar del calendario lunisolar. Ya que las estrellas sólo aparecen de noche, la celebración suele ser nocturna.

## Historia
La fiesta se origina a partir del "Festival para la súplica de habilidades", nombre alternativo del Qi xi, que se celebraba en China y que fue adoptado en Japón en el palacio imperial de Kioto durante la era Heian. El festival se extendió al público en general a principios de la era Edo, mezclándose con otras fiestas como el Bon Odori, ya que dicha fiesta se celebraba por entonces el día 7 del séptimo mes. Así se originó el festival de Tanabata moderno. Durante la era Edo, las chicas pedían tener mejores habilidades en la costura y la artesanía, y los chicos pedían tener mejor caligrafía a base de escribir deseos en hojas de papel. En esta misma época la costumbre era usar el rocío cogido en hojas de taro para crear la tinta usada para escribir dichos deseos. Hoy en día, el Bon Odori se celebra el 15 de agosto del calendario solar, más cerca de su fecha original en el calendario lunar, pero más separado de la festividad de Tanabata.
El nombre "Tanabata" se basa remotamente en la lectura japonesa de los caracteres chinos 七夕, que se solían leer como "shichiseki". Se cree que existía por la misma época una celebración de purificación shinto, en la cual un miko tejía un trozo de tela especial llamado Tanabata (棚機 (たなばた) Tanabata?) y lo ofrecía a dios para rezar pidiendo protección para los campos de arroz contra las lluvias y las tormentas, y para una buena cosecha en otoño. Gradualmente, esta ceremonia se mezcló con el festival para la súplica de habilidades y se convirtió en Tanabata (七夕 Tanabata?). Es curioso que los caracteres chinos 七夕 y la lectura "Tanabata" para los mismos caracteres en japonés se unieran para significar el mismo festival, aunque originalmente representaban dos cosas distintas.

## Leyenda
Al igual que Qi xi, Tanabata se inspira en el famoso cuento asiático de la princesa y el pastor.
Orihime (織姫, la Princesa Tejedora) era la hija de Tentei (天帝, el Rey Celestial). Orihime tejía telas espléndidas a orillas del río Amanogawa (天の川, la Vía Láctea). A su padre le encantaban sus telas, y ella trabajaba duramente día tras día para tenerlas listas pero, a causa de su trabajo, la princesa no podía conocer a alguien de quien enamorarse, lo cual la entristecía enormemente. Preocupado por su hija, su padre concertó un encuentro entre ella e Hikoboshi (彦星, también conocido como Kengyuu, 牽牛), un pastor que vivía al otro lado del río Amanogawa. Cuando los dos se conocieron, se enamoraron al instante y, poco después, se casaron. Sin embargo, una vez casados, Orihime comenzó a descuidar sus tareas y dejó de tejer para su padre, al tiempo que Hikoboshi prestaba cada vez menos atención a su ganado, el cual terminó desperdigandose por el Cielo. Furioso, el Rey Celestial separó a los amantes, uno a cada lado del Amanogawa y les prohibió que se vieran. Orihime, desesperada por la pérdida de su marido, pidió a su padre que les permitiera verse una vez más. Su padre, conmovido por sus lágrimas, accedió a que los amantes se vieran el séptimo día del séptimo mes, a condición de que Orihime hubiera terminado su trabajo. Sin embargo, la primera vez que intentaron verse se dieron cuenta de que no podían cruzar el río, dado que no había puente alguno. Orihime lloró tanto que una bandada de grullas vino en su ayuda y le prometieron que harían un puente con sus alas para que pudieran cruzar el río. Los amantes se reunieron finalmente y las grullas prometieron venir todos los años siempre y cuando no lloviera. Cuando se da esa circunstancia, los amantes tienen que esperar para reunirse hasta el año siguiente.

## Costumbres japonesas
Hoy en día en Japón la gente suele celebrar este día escribiendo deseos, algunas veces en forma de poemas, en pequeñas tiras de papel o tanzaku (短冊 tanzaku?), y colgándolos de las ramas de árboles de bambú, a veces junto con otras decoraciones. El bambú y las decoraciones a menudo se colocan a flote sobre un río o se queman tras el festival, sobre la medianoche o al día siguiente. Esta costumbre se asemeja a la costumbre de los barcos de papel y velas del Bon Odori. Sin embargo, muchas zonas de Japón tienen sus propias costumbres para ese día, la mayoría relacionadas con costumbres locales para el mencionado Bon Odori. También existe una canción tradicional de Tanabata:

ささのは　さらさら
のきばに　ゆれる
お星さま　きらきら
きんぎん　すなご
ごしきの　たんざく
わたしが　かいた
お星さま　きらきら
空から　見てる

Sasa no ha sara-sara
Nokiba ni yureru
Ohoshi-sama kira-kira
Kingin sunago
Goshiki no tanzaku
watashi ga kaita
Ohoshi-sama kirakira
sora kara miteiru

Traducción:

Las hojas de bambú susurran,
meciéndose en el alero del tejado.
Las estrellas brillan
en los granos de arena dorados y plateados.
La tiras de papel de cinco colores
ya las he escrito.
Las estrellas brillan,
nos miran desde el cielo.

## Fecha

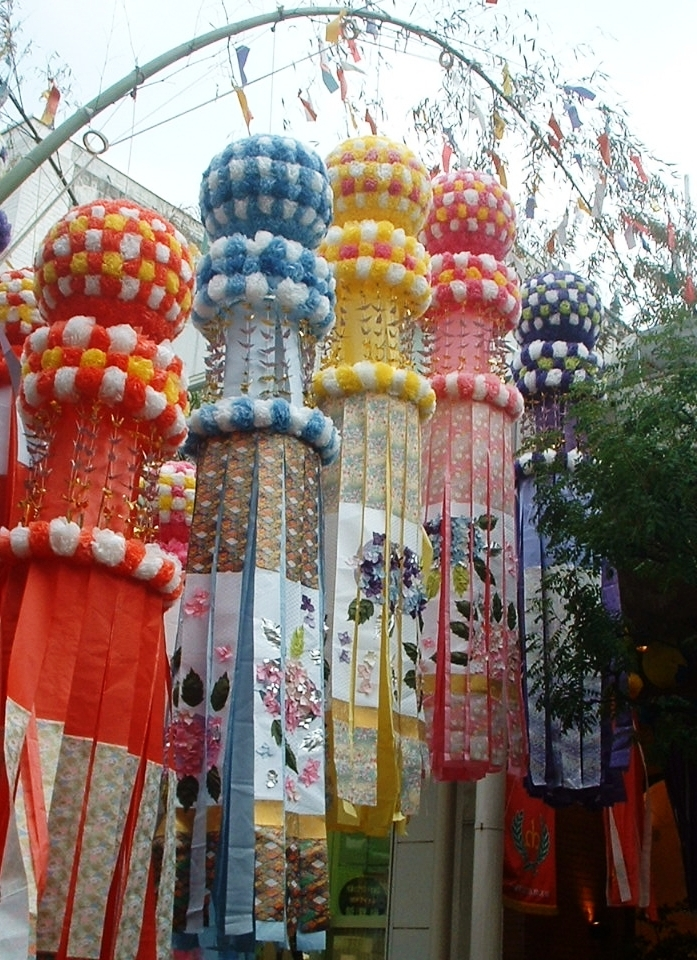
Festival de Tanabata de Sendai.

La fecha original de Tanabata se basaba en el calendario lunisolar japonés, que va un mes por detrás del calendario gregoriano. Como resultado, aunque normalmente la fiesta se celebra el 7 de julio, en algunos sitios se celebra el 7 de agosto, mientras que en otros aún se celebra el séptimo día del séptimo mes del antiguo calendario lunisolar, y que normalmente suele caer en agosto.

## Festivales
Se celebran grandes festivales de Tanabata en muchos lugares de Japón, principalmente en centros comerciales y calles, que se decoran con grandes y coloridos banderines. El más famoso se celebra en Sendai desde el 5 de agosto hasta el 8 de agosto. En la región de Kanto el mayor festival se celebra en Hiratsuka, Kanagawa, durante unos cuantos días alrededor del 7 de julio. También se celebra un festival de Tanabata en São Paulo, Brasil, durante el primer fin de semana de Julio.
Aunque los festivales varían de región en región, la mayoría de ellos incluyen competiciones de decoraciones de Tanabata. Otros incluyen cabalgatas y concursos de Miss Tanabata. Como en muchos otros festivales japoneses, las calles se suelen llenar de tenderetes ambulantes de comida, juegos, etc.

## Festival de Tanabata de Sendai
El festival de Tanabata de Sendai (仙台七夕まつり Sendai Tanabata Matsuri?) empezó poco después de que la ciudad fuese fundada a principios del Período Edo. El festival de Tanabata se desarrolló y agrandó gradualmente durante los siguientes años. Aunque la popularidad del festival empezó a disminuir después de la Restauración Meiji, y casi desapareció durante la depresión económica que ocurrió después de la Primera Guerra Mundial, voluntarios en Sendai reavivaron el festival en 1928 y establecieron la tradición de celebrar el festival desde el 6 hasta el 8 de agosto.
Durante la Segunda Guerra Mundial fue imposible celebrar el festival, y casi ninguna decoración fue vista en la ciudad desde 1943 hasta 1945, pero después de la guerra, el primer gran festival de Tanabata en Sendai fue celebrado en 1946, y figuraron 52 decoraciones. En 1947, el emperador Shōwa Hirohito visitó Sendai y fue recibido por 5000 decoraciones de Tanabata. Consecuentemente, el festival se transformó en uno de los tres grandes festivales de verano en la región de Tōhoku y se convirtió en una gran atracción turística. Ahora el festival incluye un espectáculo de fuegos artificiales que se celebra el 5 de agosto.
Tradicionalmente, en el festival de Sendai la gente utiliza siete formas diferentes de decoración, cada una con un significado distinto. Las siete decoraciones y sus significados simbólicos son:

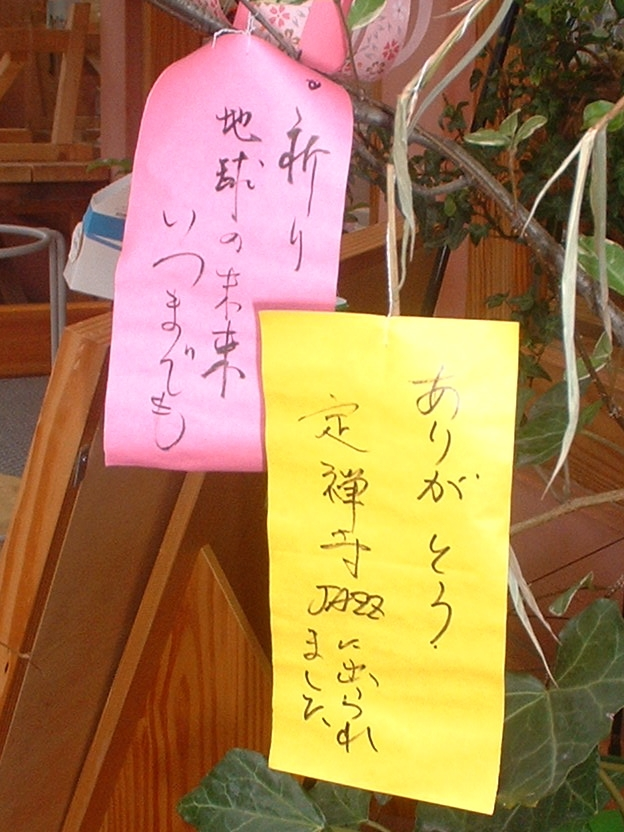
Tiras de papel (短冊 Tanzaku?): Buena caligrafía y estudios.
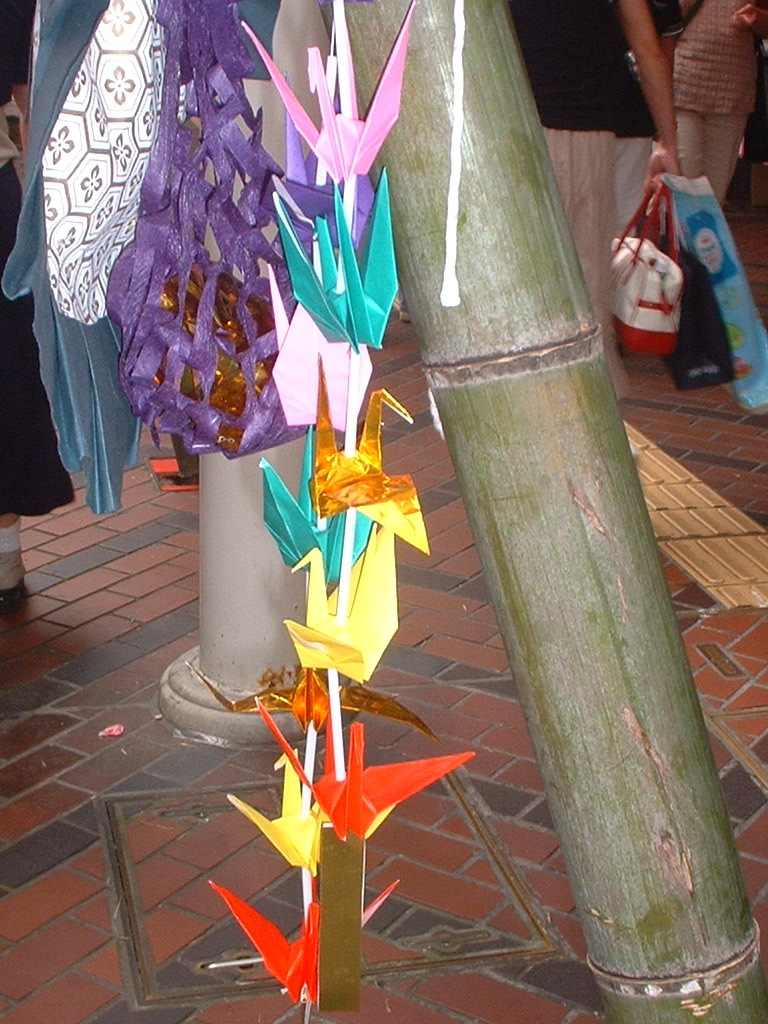
Grulla de papel (折り鶴 Orizuru?): Seguridad familiar, salud y larga vida.
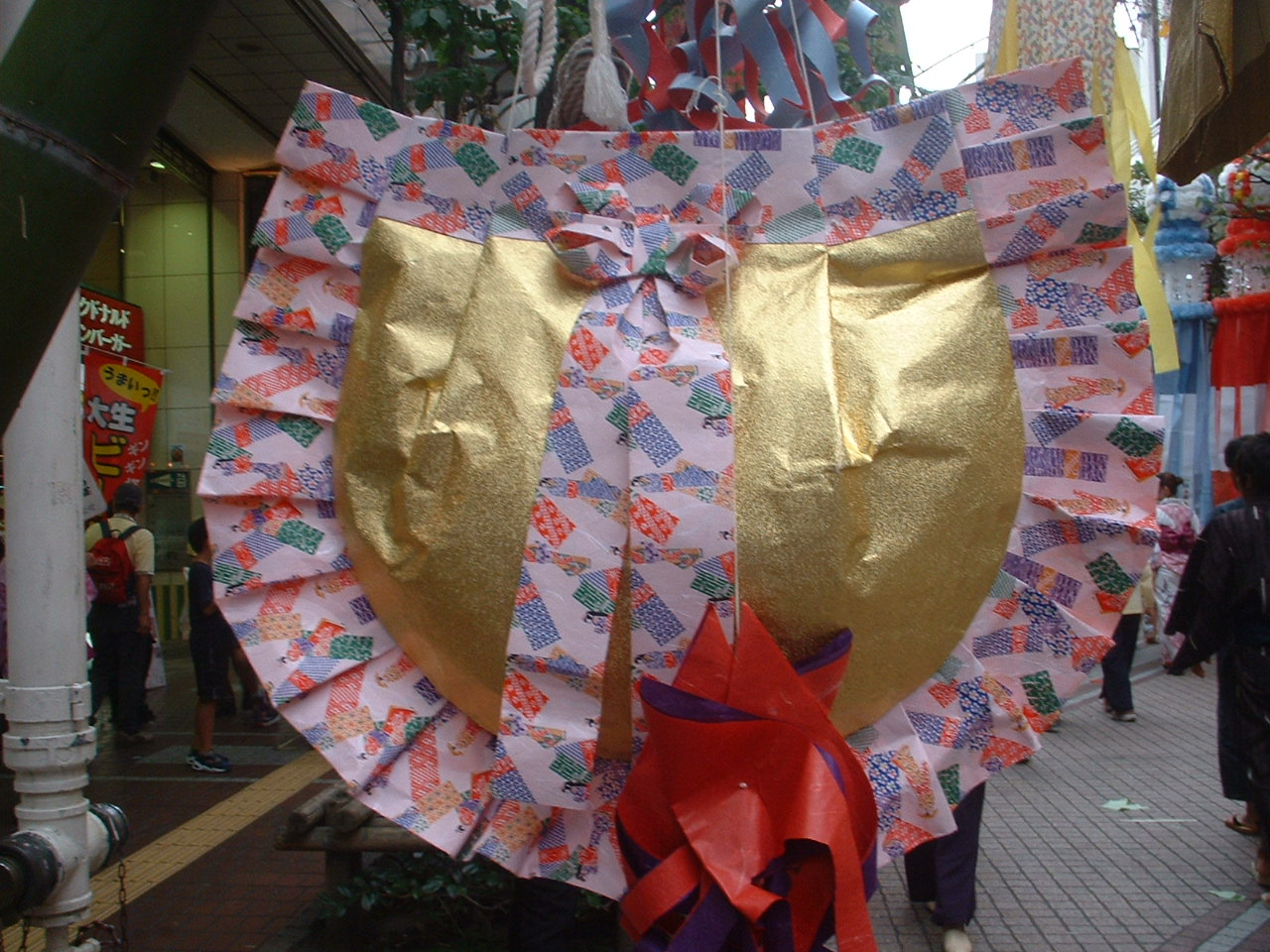
Bolso (巾着 Kinchaku?): Buenos negocios.
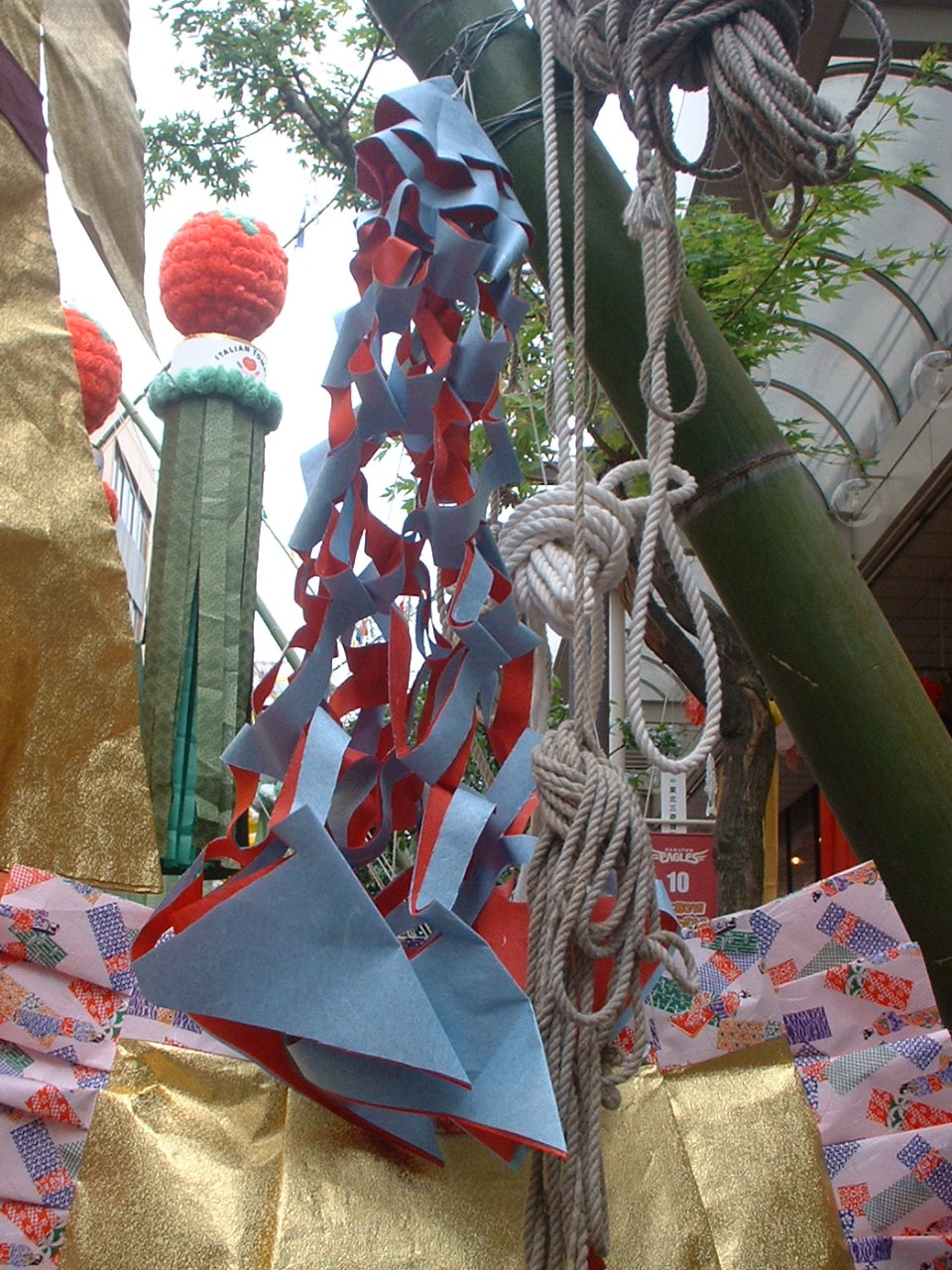
Red (投網 Toami?): Buenas pescas y cosechas.
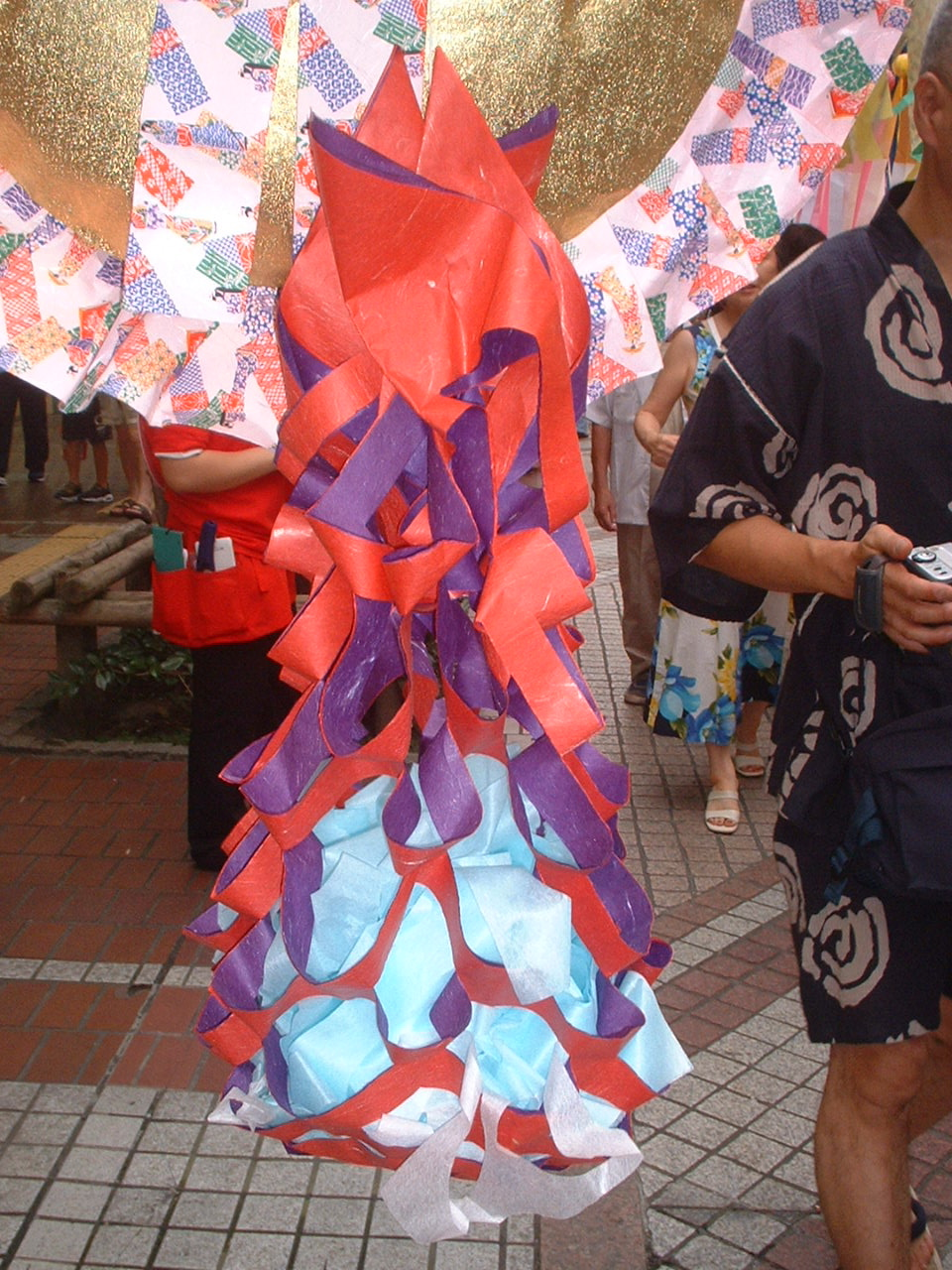
Papelera (くずかご Kuzukago?): Higiene y austeridad económica.
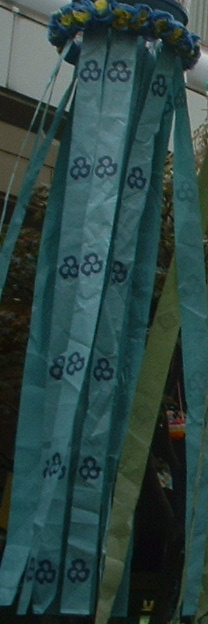
Serpentinas (吹き流し Fukinagashi?): Los hilos que Orihime usa para tejer.

La bola ornamental (薬玉 Kusudama?), a menudo colocada sobre las serpentinas en la decoración de hoy en día, fue originalmente concebida en 1946 por el dueño de una tienda del centro de Sendai, inspirada en la flor Dahlia. En años recientes, adornos con forma de caja se han vuelto populares alternativas al kusudama.